# Klątwa grobowca mumii
Klątwa grobowca mumii (The Curse of the Mummy's Tomb) – brytyjski horror z 1964 roku.

## Treść
Europejscy archeolodzy odkrywają w Egipcie nieznany do tej pory sarkofag. Za namową grupy inwestorów przywożą mumię do Wielkiej Brytanii. Tam mumia budzi się ze snu.

## Obsada
- Terence Morgan: Adam Beecham
- Ronald Howard: John Bray
- Fred Clark: Alexander King
- Jeanne Roland: Annette Dubois
- George Pastell: Hashmi Bey
- Jack Gwillim: Sir Giles Dalrymple
- John Paul: Inspektor Mackenzie
- Dickie Owen: Mumia
- Jill Mai Meredith: Jenny
- Michael Ripper: Achmed
- Harold Goodwin: Fred